# Балканабат
Балканабат (туркм. Balkanabat) — місто в Туркменістані, адміністративний центр Балканського велаяту.
Населення — 87,8 тис. мешканців (2006).
Видобуток природного газу і нафти.

## Географія
Балканабат розташований за 400 км на північний захід від Ашгабата, за 130 км на схід від порту Туркменбаші, біля південного підніжжя хребта Великий Балкан (до 1880 м).

### Клімат
Місто знаходиться у зоні, котра характеризується кліматом тропічних пустель. Найтепліший місяць — липень із середньою температурою 28.4 °C (83.1 °F). Найхолодніший місяць — січень, із середньою температурою 0 °С (32 °F).
| Клімат Балканабата      | Клімат Балканабата | Клімат Балканабата | Клімат Балканабата | Клімат Балканабата | Клімат Балканабата | Клімат Балканабата | Клімат Балканабата | Клімат Балканабата | Клімат Балканабата | Клімат Балканабата | Клімат Балканабата | Клімат Балканабата | Клімат Балканабата |
| Показник                | Січ.               | Лют.               | Бер.               | Квіт.              | Трав.              | Черв.              | Лип.               | Серп.              | Вер.               | Жовт.              | Лист.              | Груд.              | Рік                |
| Середня температура, °C | 0                  | 1,4                | 6,9                | 14,2               | 20,4               | 25,4               | 28,4               | 27,7               | 22,2               | 14,1               | 8                  | 2,5                | 14,3               |
| Норма опадів, мм        | 14.8               | 17.6               | 28.4               | 28.9               | 26.1               | 10.5               | 10.2               | 3.7                | 1.1                | 5.7                | 12.5               | 17                 | 176.5              |
| Днів з опадами          | 6,3                | 6,1                | 7,2                | 6,4                | 5,3                | 2,7                | 1,6                | 1,3                | 1,5                | 4,1                | 4,8                | 6,9                | 54,2               |
| Вологість повітря, %    | 69.9               | 65.8               | 59.1               | 52.1               | 44.6               | 38.6               | 39.2               | 34.2               | 35.2               | 47.5               | 59.8               | 71.3               | 51.4               |
| ----------------------- | ------------------ | ------------------ | ------------------ | ------------------ | ------------------ | ------------------ | ------------------ | ------------------ | ------------------ | ------------------ | ------------------ | ------------------ | ------------------ |
| Джерело: Weatherbase    |                    |                    |                    |                    |                    |                    |                    |                    |                    |                    |                    |                    |                    |

## Історія
Селище було засновано в 1933 році на транскаспійській залізниці, у зв'язку з розробкою нафтового родовища. Статус міста з 1946 року. Первісна назва Небіт-Даг — нафтова гора.

## Населення
| рік                   | 1959 | 1974 | 1999 | 2006 |
| населення, тис. мешк. | 33   | 61   | 108  | 87   |

## Цікаві факти
Поблизу міста в 1984 році проходили зйомки фільму «Кін-дза-дза».

## Відомі особистості
В поселенні народився:
- Данилевський Юрій Миколайович (* 1955) — український правник.